# Amia Srinivasan
Amia Srinivasan (* 20. Dezember 1984 in Bahrain) ist eine Philosophin.

## Leben und Bildung
Srinivasan wurde in Bahrain als Tochter indischer Eltern geboren. Später lebte sie in Taiwan, Singapur, New York und London. Sie erreichte 2007 ihren Bachelor of Arts in Philosophie an der Yale University mit der Note summa cum laude. 2009 erreichte sie einen Bachelor of Philosophy (BPhil) und 2014 einen Doctor of Philosophy (DPhil) mit der Dissertation The Fragile Estate: Essays on Luminosity, Normativity and Metaphilosophy. Ihr Doktorvater war Timothy Williamson. Beide Abschlüsse absolvierte sie als Rhodes-Stipendiatin.

## Akademische Karriere
Im Jahr 2009 wurde sie als prize fellow am All Souls College ernannt. 2015 wurde sie als University College London (UCL). 2016 wurde ihr eine Leverhulme Research Fellowship für das Projekt „At the Depths of Believing“ verliehen. Sie war Gastforscherin an der University of California, Los Angeles, der Yale University und der New York University.
Ab Oktober 2018 lehrte Srinivasan am St John's College, Oxford. Sie war außerdem associate professor in Philosophie an der Universität Oxford von 2018 bis 2019. Im September 2019 wurde sie als neue Professorin als Chichele Professor of Social and Political Theory am All Souls College vorgestellt. Den Posten trat sie am 1. Januar 2020 an. Sie ist die erste Frau und person of color die diesen Posten innehat.
Sie ist associate editor der Philosophiezeitschrift Mind und contributing editor der London Review of Books. 2021 veröffentlichte Srinivasan eine Sammlung eigener Essays unter dem Titel Das Recht auf Sex.

## Statement zu Gaza
Im Oktober 2023 unterzeichnete Srinivasan gemeinsam mit mehr als 40 anderen Wissenschaftlern der Universität Oxford (darunter John Broome, Patricia Clavin, Jeff McMahan, Avi Shlaim und Henry Shue) einen offnen Brief, in dem sie den Angriff der Hamas auf Israel am 7. Oktober, aber vor allem auch die Angriffe der israelischen Armee auf die Zivilbevölkerung im Gazastreifen verurteilten und die britische Regierung dazu aufriefen, eine sofortige Einstellung des israelischen Angriffs auf Gaza zu fordern. Sechs israelische Moralphilosophen reagierten mit einem offenen Brief und warfen den Oxford-Gelehrten vor, »die Radikalität der Taten und die unglaubliche Grausamkeit« der Hamas zu ignorieren; sie schrieben, dass dies die starke Reaktion Israels rechtfertige.

## Werke
- The Right to Sex: Feminism in the Twenty-First Century. Farrar, Straus and Giroux, New York 2021, ISBN 978-0-374-24852-9. (US-amerikanische Ausgabe)
- The Right to Sex. Bloomsbury Publishing, London 2021, ISBN 978-1-5266-1254-0. (britische Ausgabe)
  - dt: Das Recht auf Sex: Feminismus im 21. Jahrhundert. Stuttgart, Klett-Cotta 2022, ISBN 978-3-608-98238-1.